# Bill és a Box Company
A Bill és a Box Company egy rockot, metalt és bluest játszó együttes volt az 1980-as évek második felében.

## Története
1986-ban a P. Box együttesből kilépett az énekes Vikidál Gyula, a billentyűs Cserháti István pedig Debrecenbe költözött és nehezen tudta megoldani az ingázást. A másik három tag: Bencsik Sándor, Zselencz László és Pálmai Zoltán ekkor Mr. Basary énekes-billentyűssel kiegészülve Metál Company néven kezdett játszani, egy ideig a P. Boxszal párhuzamosan. Egy kislemezük készült, a Szép társaság, másik oldalán Rimszkij-Korszakov A dongó című művének feldolgozásával (utóbbiban Bencsik és Zselencz mellett Lerch István és Papp Tamás közreműködött, a felvétel felkerült a Gitárpárbaj című nagylemezre is). Az együttesnek készültek más saját dalai is, de azok nem maradtak fenn.
A P. Box megszűnte után Deák Bill Gyulával társulva jött létre a Bill és Box Company.
Koncertjeiken nagyrészt a tagok korábbi együtteseinek (P. Box, Hobo Blues Band) dalait játszották. Egyetlen saját daluk maradt fenn, a Ha egyszer megszólalnál, egy E-klubban készült felvételen, amely 1995-ben a Bencsik Sándor-emléklemezen jelent meg. Az albumon hallható még a zenekar előadásában a Névtelen hős című P. Box-dal is, valamint A dongó Gitárpárbajon megjelent változata.
1987 júliusában Bencsik disszidált, helyét Felkai Miklós vette át. Az együttes feloszlásáról biztos információk nincsenek. Deák Bill Gyula 1989 elejétől Deák Bill Blues Band nevű zenekarával folytatta a koncertezést.
A közös zenélés emlékére Deák Bill Gyula egyike volt annak a négy énekesnek, akikkel 1995-ben elkészült A zöld, a bíbor és a fekete Bencsik Sándor előtt tisztelgő hosszabb változata, az azonos című emlékalbumra. A Deák Bill Blues Band koncertjein rendszeresen elhangzik a dal, a Hatvan csapás albumra stúdiófelvételen is felkerült.

## Diszkográfia
- Metál Company – A dongó / Szép társaság (Kislemez, Favorit – SP 70770, 1987)
- A zöld, a bíbor és a fekete – Bencsik Sándor-emlékalbum (1995) – két Bill és a Box Company- és egy Metál Company-felvétel került fel a válogatásra